# Buchanan Hills (Antarktika)
Die Buchanan Hills sind eine Gruppe schroffer Gipfel im westantarktischen Ellsworthland. Sie ragen nördlich des Union-Gletschers in der Heritage Range des Ellsworthgebirges auf. Westlich fließt der Driscoll-Gletscher, im Osten liegen die Nimbus Hills und die Samuel-Nunatakker.
Das Advisory Committee on Antarctic Names benannte sie 1966 nach Roger Buchanan, einem Biologen des United States Antarctic Research Program, der im antarktischen Sommer 1964/65 in der Antarktis gearbeitet hatte.